# خالد نبهان
خالد نبهان (به انگلیسی: Khaled Nabhan) (زاده ۲۳ دسامبر ۱۹۶۹ - درگذشته ۱۶ دسامبر ۲۰۲۴) که با کنیه ابو ضیاء نیز شناخته می‌شود، یک شخصیت فلسطینی در شبکه‌های اجتماعی بود. او بیشتر به خاطر حضور در ویدئویی شناخته می‌شود که در آن نوه‌اش را که پس از حمله هوایی اسرائیل جان باخته بود، در آغوش گرفته بود. در همان ویدئو، استفاده مکرر او از عبارت «روح روح من» توجه بسیاری را جلب کرد. خالد نبهان در تاریخ ۱۶ دسامبر ۲۰۲۴ در پی حمله هوایی اسرائیل به اردوگاه النصیرات در غزه کشته شد.

## زندگینامه
نبهان در ۲۳ دسامبر ۱۹۶۹ در یک خانواده مسلمان فلسطینی به دنیا آمد و به‌عنوان باغبان کار می‌کرد.
اوایل سال ۲۰۲۴، ویدئویی از نبهان که در حال بوسیدن نوه‌اش، ریم، بود که در اثر حمله هوایی اسرائیل جان باخته بود، به‌طور گسترده منتشر شد و مورد توجه قرار گرفت. همچنین نوه دیگر او، طارق، در همان حمله هوایی کشته شد.

توجه بیشتری به نبهان زمانی جلب شد که گروه استرالیایی “The Herd” آهنگی با عنوان “Soul Of My Soul” منتشر کرد که به استفاده نبهان از این عبارت اشاره داشت.
نبهان پس از تخریب خانه‌اش بر اثر حمله هوایی در مصاحبه‌ای با سی‌ان‌ان شرکت کرد و بعدها ویدئوهایی در شبکه‌های اجتماعی منتشر کرد که زندگی خود در زمان جنگ را به تصویر می‌کشید. این ویدئوها عمدتاً او را در حال کمک به افراد زخمی در بیمارستان‌ها و رساندن کمک به کودکان نشان می‌داد. شهرتی که او از طریق ویدئوی ویروسی به دست آورد، باعث شد به یک نماد جهانی و یک آژانس امدادی فردی تبدیل شود که به‌طور مرتب غذا و آب را در سراسر غزه توزیع می‌کرد. در طول بمباران غزه، نبهان به دلیل استقامت و صبرش که ناشی از ایمان و اعتمادش به الله (خدا) بود، مورد توجه قرار گرفت.

## درگذشت
در ۱۶ دسامبر ۲۰۲۴، نبهان بر اثر بمباران اسرائیل کشته شد. ساعد نبهان، خواهرزاده نبهان، به سی‌ان‌ان گفت که شاهدان گزارش داده‌اند که عمویش پس از گلوله‌باران تانک در محله‌شان برای کمک به افراد زخمی شتافت اما بلافاصله بر اثر شلیک دوم تانک کشته شد. مرگ او توسط شورای روابط آمریکایی-اسلامی محکوم شد.

## واکنش ها به مرگ خالد نبهان
داستان نبهان به طور گسترده‌ای مورد توجه قرار گرفت. در اسرائیل، مواردی از تمسخر کشته شدن او مشاهده شد. در سراسر جهان، ادای احترام از سوی شخصیت‌های برجسته انجام شد:
عمر سلیمان: «این مرد حضوری فرشته‌وار داشت، با لبخندی در برابر نسل‌کشی، در بیمارستان‌ها و اردوگاه‌ها قدم می‌زد تا مردم را علی‌رغم دردهایش آرام کند… آرزو داشتم روزی او را شخصاً ملاقات کنم. روزی را تصور می‌کردم که نسل‌کشی پایان یابد و او در بزرگترین صحنه‌ها با جوایز مورد تقدیر قرار گیرد.»
خالد ای. بی‌دون: «سرود برای خالد: روح غزه»